# Cabañas del Castillo
Cabañas del Castillo es un municipio español de la provincia de Cáceres, en la comunidad autónoma de Extremadura. Ubicado en el corazón de la sierra de las Villuercas y formado por los núcleos de Solana de Cabañas, Retamosa de Cabañas, Roturas de Cabañas y la propia Cabañas del Castillo, tiene una población de 407 habitantes (INE 2024). El ayuntamiento se encuentra en la localidad de Roturas de Cabañas. En el término municipal se encuentra el castillo de Cabañas.

## Geografía

### Extensión y límites

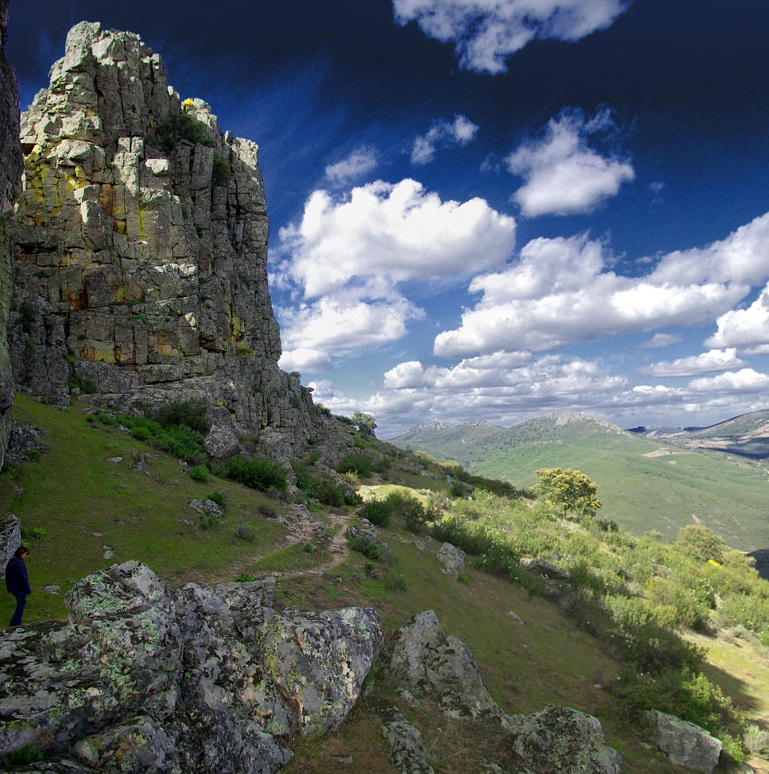
Vistas

Tiene un área de 105,27 km², con una población de 478 habitantes y una densidad de 4,54 hab./km².
| Noroeste: Deleitosa | Norte: Robledollano       | Noreste: Navalvillar de Ibor |
| Oeste: Berzocana    |                           | Este: Navezuelas             |
| Suroeste: Berzocana | Sur: Berzocana y Cañamero | Sureste: Navezuelas          |

### Clima
El clima de Cabañas del Castillo es típicamente mediterráneo continental, con veranos secos y calurosos e inviernos fríos. Las precipitaciones se concentran en los meses de primavera y otoño.

(*)Provisional
| 2010-2012          | ENE  | FEB  | MAR  | ABR   | MAY   | JUN   | JUL   | AGO   | SEP | OCT | NOV | DIC | ANUAL  |
| T. MEDIA 2010 (Cº) | 6,15 | 7,99 | -    | -     | -     | -     | -     | -     | -   | -   | -   | -   | 7,25*  |
| T. MEDIA 2011 (Cº) | 6,11 | 8,30 | 9,26 | 15,42 | 17,95 | 21,88 | 24,08 | 24,32 | -   | -   | -   | -   | 15,92* |
| T. MEDIA 2012 (Cº) | -    | -    | -    | -     | -     | -     | -     | -     | -   | -   | -   | -   | -      |
| PREC. 2010 (MM)    | 137  | 242  | 135  | -     | -     | -     | -     | -     | -   | -   | -   | -   | 514*   |
| PREC. 2011 (MM)    | -    | -    | -    | -     | -     | -     | -     | -     | -   | -   | -   | 23  | 23*    |
| PREC. 2012 (MM)    | 10   | 5    | -    | -     | -     | -     | -     | -     | -   | -   | -   | -   | 15*    |
| DIAS LLUVIA (+2MM) | -    | -    | -    | -     | -     | -     | -     | -     | -   | -   | -   | -   | -      |
| HORAS DE SOL (H)   | -    | -    | -    | -     | -     | -     | -     | -     | -   | -   | -   |     | -      |

(*)Provisional

## Historia
En algunas cuevas villuerquinas se conservan restos de pinturas rupestres. De época tartesia (o mejor del Bronce orientalizante) se hallaron restos como es el de la estela de Solana.
En el periodo de la invasión musulmana se construyó el Castillo de Cabañas original, el poblado y el castillo de Solana. Alfonso X vendió Cabañas a Trujillo en el siglo XIII con la condición del derribo del castillo y mantener el patronazgo real de las iglesias. Las iglesias de estos lugares conformaban la llamada Real Abadía de Cabañas. Enrique II concede al señor de Oropesa (más tarde conde de Oropesa) la Villa de Cabañas y su término en el siglo XIV.
La antigua villa de Cabañas estuvo formada por Solana, Roturas, Retamosa, Cabañas (por entonces Cabañas de la Peña) y por Navezuelas y Medio Robledo (la mitad del hoy Robledollano era de Cabañas y la otra mitad de Deleitosa) además del desaparecido núcleo de Torrejón, cercano a Roturas de Cabañas.
A la caída del Antiguo Régimen la localidad se constituyó en municipio constitucional, entonces conocido como Cabañas en la región de Extremadura que desde 1834 quedó integrado en partido judicial de Logrosán que en el censo de 1842 contaba con 185 hogares y 1013 vecinos. Hacia mediados del siglo XIX, la villa tenía contabilizada una población de 109 habitantes. Aparece descrita en el quinto volumen del Diccionario geográfico-estadístico-histórico de España y sus posesiones de Ultramar de Pascual Madoz de la siguiente manera:

CABAÑAS: v. que forma un ayunt. con los l. de Navezuelas, Retamosa, Roturas y Solana, en la prov. y aud. terr. de Cáceres (11 leg.), part. jud. de Logrosan (4), dióc. de Plasencia (15), c. g. de Estremadura (Badajoz 28): sit. á la falda de unas sierras, que son ramificaciones de las de Villuercas, combatida de todos los aires escepto el E.; de clima templado y se padecen tercianas: tiene 25 casas desiguales y malísimas; la de ayunt y la igl parr., que es un edificio ant. y sólido: el curato se titula Abadia, y comprende los cinco pueblos que forman el ayunt., y ademas el de Robledo-llano. Confina el térm. por N. con Robledo-llano y Roturas; E. Navezuelas; S. Solana; O. Aldea-centenera y Retamosa, á dist. de, 3/4 leg. por todos los puntos, y comprende innumerables sierras y barrancos cubiertos de peñascos y precipicios que constituyen un terreno estéril y escabroso, propio solamente para ganado cabrio, y sembrar algun centeno: en lo mas elevado de estas sierras, y dist. 14 leg. al E., se halla el famoso cast. de '?Cabañas, que causa admiracion á todos los transeúntes; está como amenazando la pobl., que puede ser arruinada desde él, sin mas que echar é rodar peñascos, pero se encuentra muy descuidado y en mal estado; el r. Almonte pasa á 1/4 leg. al N. de la v., en donde tiene 2 puentes de canteria, pequeños y ant. Los caminos son ásperos y locales. El correo se recibe en Guadalupe, por medio de un propio que manda el ayunt. prod.: centeno, y se cria mucha caza mayor y menor. pobl.: 20 vec., 109 alm. cap. prod. 126,300 rs. imp.: 6,900. contr. 1,403 rs. 24 mrs. Este pueblo con los otros cinco que forman la abadia, fué de señ. y componen el estado de Cabañas, que pertenece al Sr. duque de Frias.
(Madoz, 1846, p. 19)

Hasta la reforma de la nomenclatura municipal de 1916 el municipio se llamaba simplemente Cabañas. En dicha fecha su nombre fue modificado por el de Cabañas del Castillo.
A principios del siglo XX disminuyó el término del municipio porque se independizó Navezuelas el 2 de abril de 1927. La pedanía de Solana también intentó segregarse y unirse a Berzocana el 6 de marzo de 1953, pero no lo consiguió.

## Patrimonio
- Iglesia parroquial católica bajo la advocación de Santa María de las Peñas, en la archidiócesis de Mérida-Badajoz, diócesis de Plasencia, arciprestazgo de Casatejada.[9]
- Castillo de Cabañas, se encuentra en la pedanía que da nombre al municipio, Cabañas del Castillo, son unas ruinas de un castillo en lo alto de las descarnadas peñas. De origen musulmán, fue más tarde remodelado y se constata su ocupación por las órdenes militares cristianas como fueron la Orden de los Caballeros de Truxillo y la Orden de Calatrava.

## Cultura

### Heráldica
El escudo de Cabañas del Castillo fue aprobado mediante la "Orden de 25 de mayo de 2004, por la que se aprueba el Escudo Heráldico, para el Ayuntamiento de Cabañas del Castillo", publicada en el Diario Oficial de Extremadura el 22 de junio de 2004 tras ser iniciado el expediente por el pleno municipal el 29 de abril de 2003 y emitir informe el Consejo Asesor de Honores y Distinciones de la Junta de Extremadura el 29 de abril de 2004. El escudo se define oficialmente así:

Escudo de sinople. Un monte, de su color, encastillado de oro, mazonado de sable ya aclarado de azur. Cantonado de cuatro estrellas de ocho puntas, de plata campaña jaquelada de ocho jaqueles de azur y siete de plata, puestos en tres fajas de a cinco. Al timbre, corona real cerrada.

### Fiestas locales
En el municipio se celebran las siguientes festividades:
- San Sebastián, el 20 de enero en Retamosa;
- San Bernardino, el 20 de mayo en Roturas de Cabañas;
- San Antonio, el 13 de junio en Roturas de Cabañas;
- Virgen de la Peña, el segundo domingo de septiembre en la capital municipal;
- San Cosme, el 27 de septiembre en Solana de Cabañas.

## Demografía
Cabañas del Castillo cuenta con una población de 407 habitantes (INE 2024).
| Gráfica de evolución demográfica de Cabañas del Castillo entre 1842 y 2021 |
| |
| Población de derecho según los censos de población del INE Población de hecho según los censos de población del INEEn estos censos se denominaba Cabañas: 1842, 1857, 1860, 1877, 1887, 1897, 1900 y 1910. Entre el censo de 1930 y el anterior, disminuye el término del municipio porque independiza a Navezuelas. |

Cabañas del Castillo tenía en 2012 una pirámide de población invertida propia de una población envejecida, lo que puede provocar que el pueblo siga perdiendo población en los próximos años. De los 474 habitantes que el pueblo tenía ese año, solo 151 tenían menos de 45 años y 31 era menor de quince años.
Esto se debe a la gran cantidad de gente joven que emigró entre los años 1960 y 1980.
En la siguiente gráfica se representa la evolución de la población desde 1857: